# Alto Reno Terme
Alto Reno Terme és un comune (municipi) de la Ciutat metropolitana de Bolonya (antiga província de Bolonya), a la regió italiana d'Emília-Romanya. Es va formar l'1 de gener de 2016 després de la fusió dels municipis de Porretta Terme i Granaglione.
L'1 de gener de 2018 tenia 6.925 habitants.